# 沃爾德萊克 (密歇根州)
沃爾德萊克（英語：Walled Lake）是一個位於美國密歇根州奧克蘭縣的城市。

## 人口
根據2020年美國人口普查的數據，沃爾德萊克的面積為6.19平方千米，當中陸地面積為5.72平方千米，而水域面積為0.47平方千米。當地共有人口7250人，而人口密度為每平方千米1,171人。